# 데바르

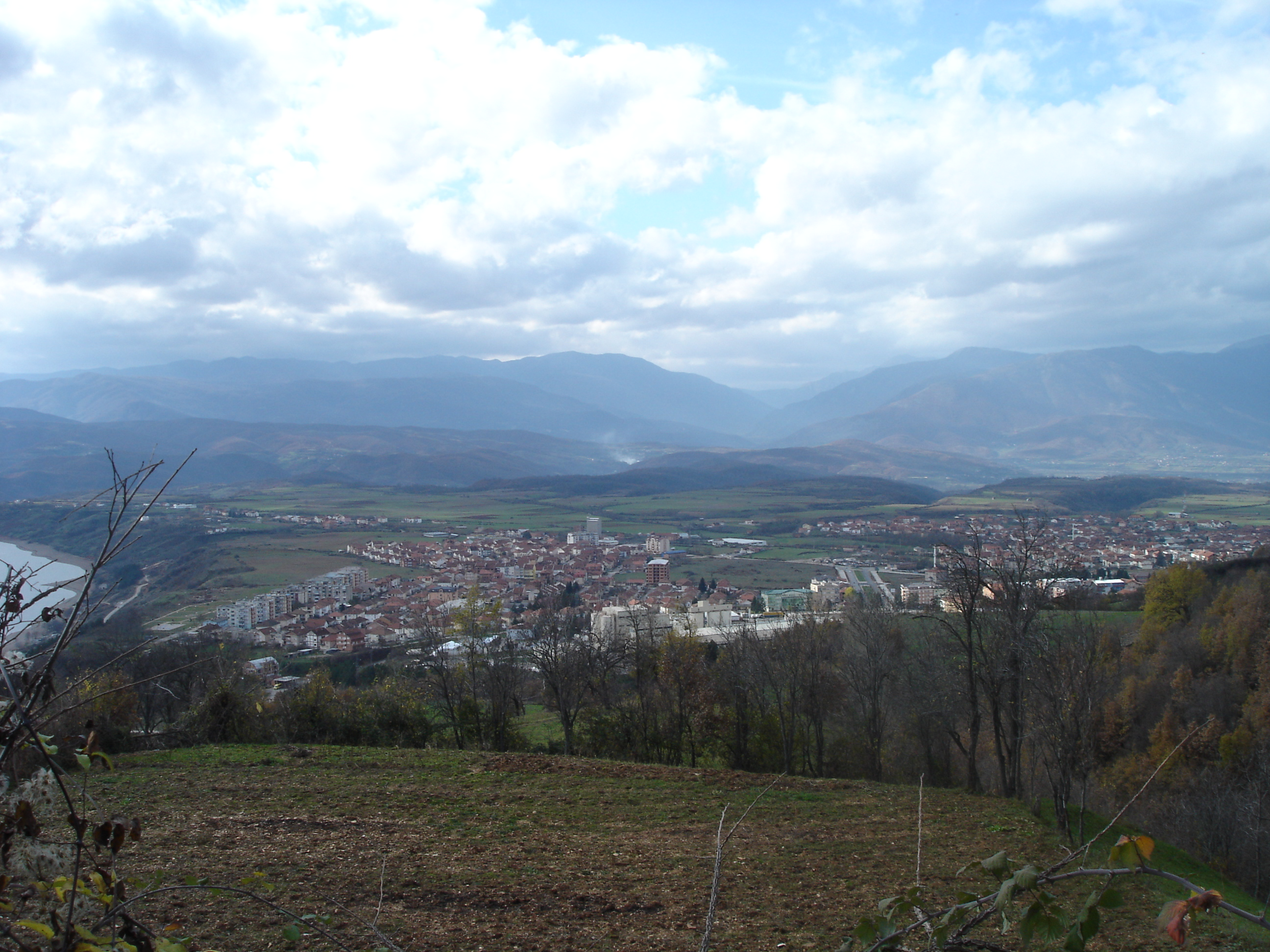
데바르

데바르(마케도니아어: Дебaр, 알바니아어: Dibër 디버르, 튀르키예어: Debre 데브레[*])는 마케도니아 공화국 서부에 위치한 도시로 면적은 85km2, 인구는 19,542명(2002년 기준)이다. 알바니아 국경 근처에 위치하며 스트루가와 고스티바르를 연결하는 도로가 지나간다. 알바니아인이 전체 인구의 다수를 차지한다.